# Kościół Matki Boskiej Zwycięskiej w Łodzi
Kościół Matki Boskiej Zwycięskiej – katolicka świątynia parafialna położona w Łodzi przy ul. Łąkowej 40/42, w pobliżu al. Mickiewicza.

## Historia
Powstanie kościoła łączy się z Bitwą Warszawską 1920 roku. Mieszkańcy Łodzi zgromadzeni na błagalnym nabożeństwie, złożyli ślub budowy kościoła wotywnego, jeśli Bóg da zwycięstwo. Jeszcze w 1920 roku zapadła decyzja o budowie nowej świątyni maryjnej.
Parafię erygował 1 lipca 1926 roku biskup Wincenty Tymieniecki. Kościół w stylu bazylikowym, o klasycznych formach, trzynawowy, zaprojektował Józef Kaban. Poświęcenie kamienia węgielnego nastąpiło 15 sierpnia 1926 roku. Nowy kościół, choć jeszcze nieukończony, został oddany do użytkowania w 1929 roku. Budowę zakończono w 1938 roku. Kościół konsekrował 2 października 1938 roku biskup Włodzimierz Jasiński. Wieżę z dwoma dzwonami postawiono w 1950 roku.
W czasie II wojny światowej budynek został zamknięty dla wiernych i częściowo zdewastowany. Przejęła go firma odzieżowa zajmująca się szyciem mundurów.
W latach 1952–1954 nawę główną ozdobiono polichromią, a nawy boczne sgraffitami, autorstwa Mariana Jaeschke, Zdzisława Sikorskiego i Albina Łubniewicza.

## Opis
W bocznej kaplicy znajduje się kopia obrazu Matki Boskiej Częstochowskiej. Umieszczona była poprzednio w kaplicy polskiej, w grotach Bazyliki Świętego Piotra w Rzymie. Obraz został podarowany parafii przez papieża Jana Pawła II w 1982 roku. Mozaikowy obraz wykonał Virgilio Cassio w 1958 roku.
W absydzie prezbiterium jest dwuczęściowa płaskorzeźba w drzewie lipowym Matki Boskiej Zwycięskiej autorstwa Ludomira Sleńdzińskiego. Nad głównym ołtarzem umieszczono obraz przedstawiający fragment Bitwy Warszawskiej.
Kościół posiada 44-głosowe organy pneumatyczne, wykonane w 1933 roku przez firmę Dominika Biernackiego z Włocławka.
Przed świątynią 16 września 1990 r. odsłonięto Pomnik Katyński autorstwa Włodzimierza Ciesielskiego, pierwszy w Polsce pomnik katyński stojący na otwartej przestrzeni.

## Galeria

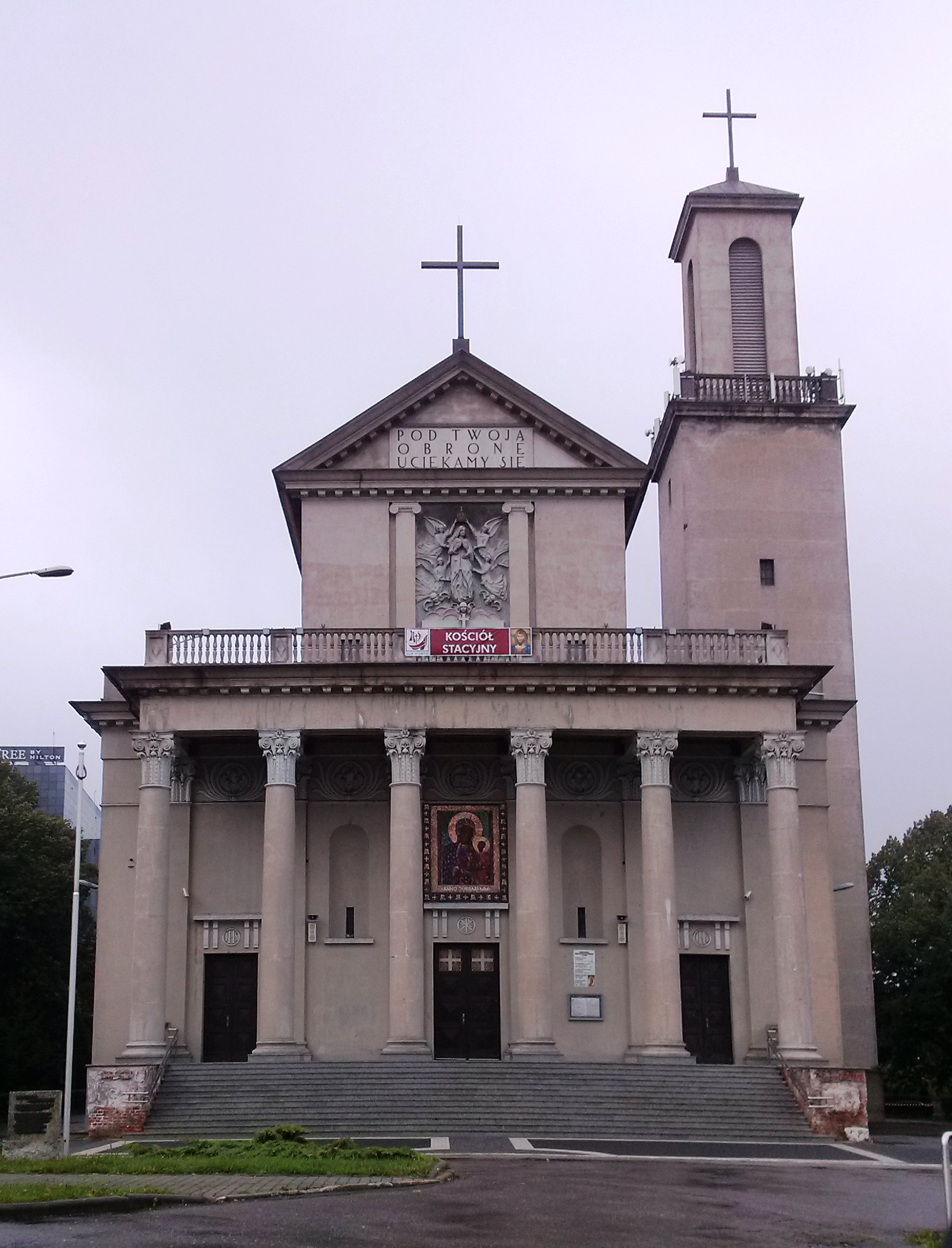
Główna fasada
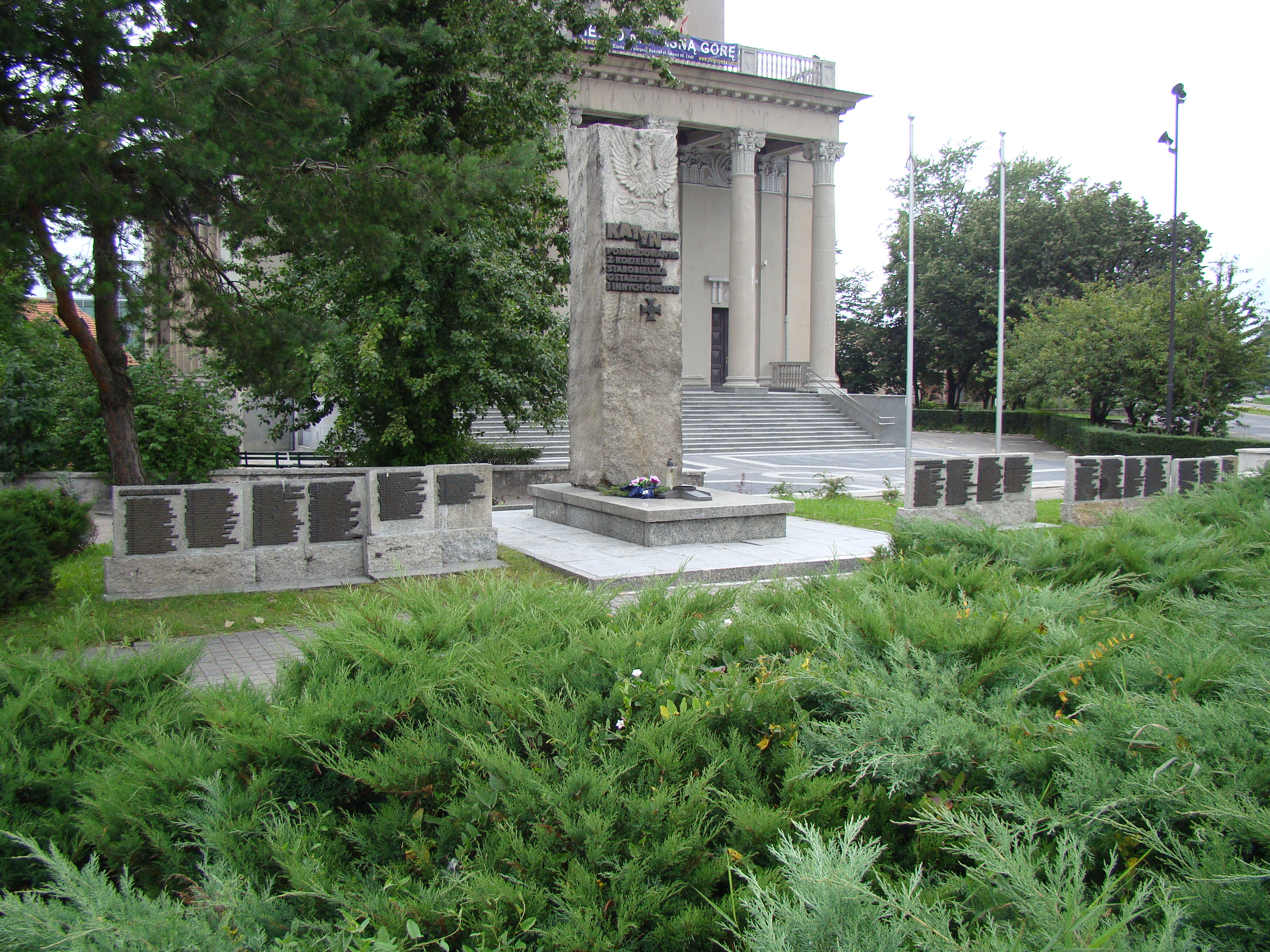
Pomnik Katyński
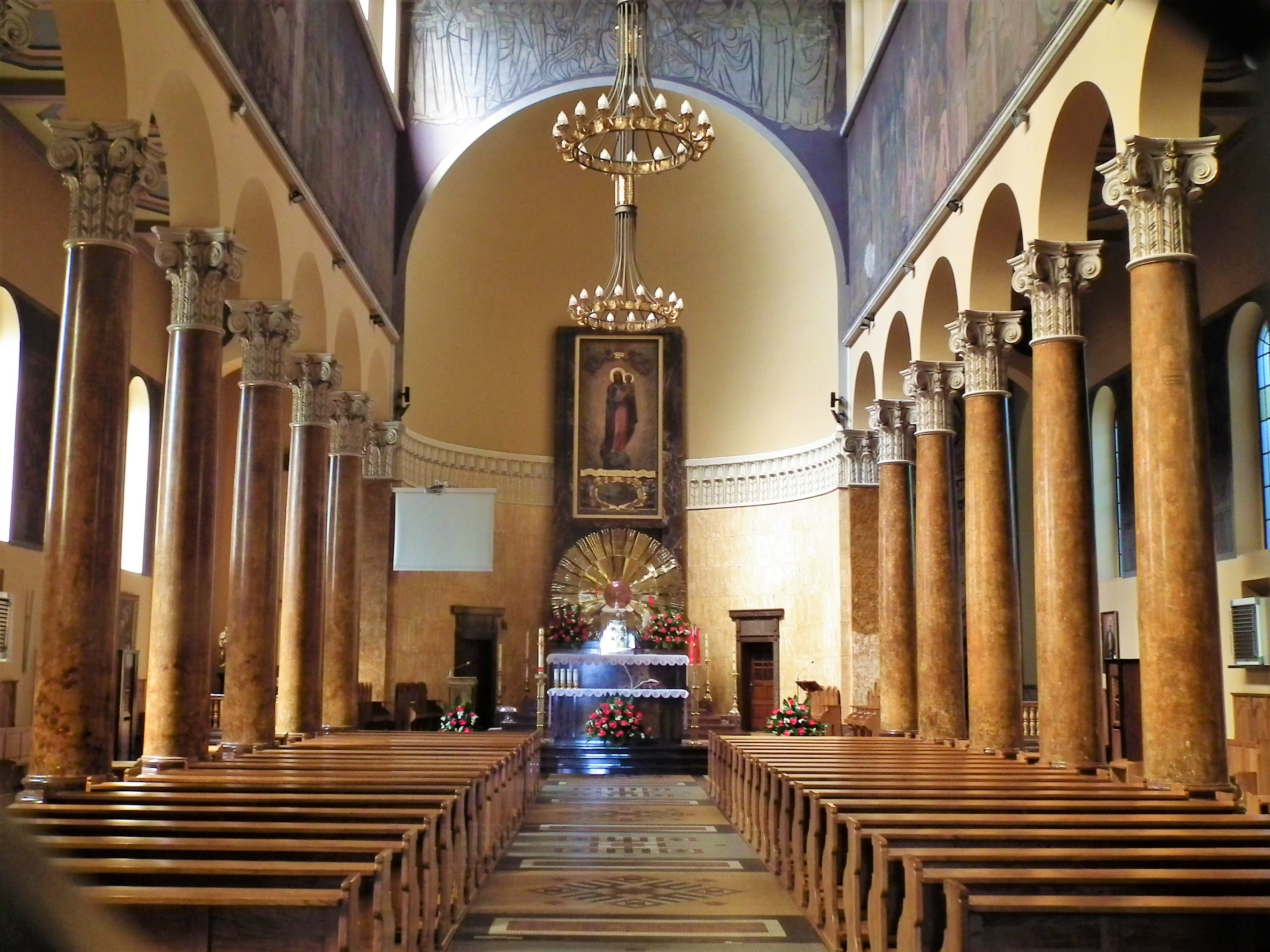
Wnętrze i ołtarz główny